# Nadjezjda Sjuvajeva
Nadjezjda Sjuvajeva, född den 9 september 1952 i Barnaul, dåvarande Sovjetunionen, är en sovjetisk basketspelare som var med och tog OS-guld 1976 i Montréal. Detta var första gången dambasket var med på det olympiska programmet. Sjuvajeva var även med fyra år senare och tog OS-guld 1980 i Moskva. 